# Rosauro Martínez
Rosauro Martínez Labbé  (n. Chillán, 11 de noviembre de 1950) es un militar en retiro, agricultor y político chileno, militante de Renovación Nacional (RN). Fue alcalde de Chillán entre 1989 y 1992, mientras que entre 1994 y 2018 fue diputado por el distrito 41 que incluía las comunas de Chillán, Chillán Viejo, Coihueco, Pinto, San Ignacio, El Carmen, Pemuco y Yungay de la entonces Provincia del Ñuble.
En 2014 fue suspendido de sus funciones parlamentarias tras ratificarse su desafuero por parte de la Corte Suprema de Chile por su presunta responsabilidad en la muerte de tres integrantes del MIR, que de acuerdo con el informe Rettig, habrían sido ejecutados sin oponer resistencia ya que se encontraban durmiendo.

## Biografía
Nació el 11 de noviembre de 1950 en Chillán. Casado con Bárbara Ramírez con quien tiene cuatro hijos: Bárbara, Nicolás, Cristóbal y Rosauro.
Realizó su enseñanza básica en el Colegio Seminario de Chillán y terminó sus estudios secundarios en la Escuela Militar. 
Ingresó al Ejército en 1970 y se retiró en 1987 con el grado de mayor.
Entre 1989 y 1992 fue alcalde de Chillán.
Fue director de la Corporación de Adelanto y Desarrollo de Ñuble y también ha sido miembro del Club de Rodeo de El Carmen.
En 1993 fue elegido diputado por el distrito 41 y reelecto en los años 1997, 2001, 2005 y 2009. Siempre con la primera mayoría de las preferencias.

## Vida política
Rosauro Martínez Labbé fue premiado por Pinochet por sus "actividades militares", siendo nombrado Alcalde de Chillán durante la Dictadura Militar. Durante su período como jefe comunal se materializaron importantes obras viales y de adelanto para la ciudad como la remodelación de la Plaza de armas de Chillán y el Mercado de Chillán. Asimismo en 1991, gestionó la traída de los restos del destacado pianista Claudio Arrau. Se mantuvo como alcalde hasta el 26 de septiembre de 1992, cuando asumieron las autoridades comunales elegidas democráticamente en las elecciones municipales de ese año.
En las elecciones parlamentarias de 1993 es elegido diputado independiente apoyado por la coalición “Unión por el Progreso de Chile”, por el distrito N.°41 correspondiente a las comunas de Chillán, Coihueco, El Carmen, Pinto, San Ignacio, Pemuco y Yungay. Durante su gestión, integró las comisiones permanentes de Gobierno Interior, Regionalización, Planificación y Desarrollo Social; de Constitución, Legislación y Justicia; de Salud; y la de Familia. Fue diputado reemplazante en las comisiones permanentes de Educación, Cultura, Deportes y Recreación; y de Ciencias y Tecnología.
Obtuvo su reelección en 1997 con la Primera Mayoría de las votaciones, esta vez para integrar el  L Periodo Legislativo (1998-2002). Integró las comisiones permanentes de Educación, Cultura, Deportes y Recreación; y de Gobierno Interior, Regionalización, Planificación y Desarrollo Social. Fue presidente de la comisión organizadora de la X Reunión de la Comisión de Cultura, Educación, Ciencia y Tecnología del Parlamento Latinoamericano (Parlatino), realizada en Chillán, entre el 13 al 16 de abril de 1998.
En 2001 logró su tercer periodo como diputado, esta vez para el periodo legislativo 2002-2006. Donde participó en las comisiones permanentes de Ciencia y Tecnología; de Educación, Cultura, Deportes y Recreación; y de Recursos Naturales, Bienes Nacionales y Medio Ambiente. Junto con la Comisión Especial de la Pequeña y Mediana Empresa. Durante este período parlamentario participó en las reuniones de Comisiones del Parlamento Latinoamericano (Parlatino) en Brasil.
En las elecciones de 2005 obtuvo su cuarta reelección, esta vez como militante de RN. Para el periodo 2006-2010 integró las comisiones permanentes de Ciencia y Tecnología; y de Agricultura, Silvicultura y Desarrollo Rural, la que presidió. Junto con la Comisión Investigadora sobre Central Pangue.
En 2009 fue reelecto nuevamente con la Primera Mayoría, esta vez para integrar el LIII Periodo Legislativo. Donde es integrante de las comisiones permanentes de Defensa Nacional; y Agricultura, Silvicultura y Desarrollo Rural y forma parte del comité parlamentario de su partido.

## Controversias
Rosauro Martínez es acusado de homicidio calificado agravado por premeditación y alevosía por su presunta responsabilidad en la muerte de tres militantes del MIR en el sector de Neltume, hecho ocurrido en septiembre de 1981, durante la dictadura militar. En mayo de 2014 Martínez fue desaforado por la Corte de Apelaciones de Valdivia, decisión que posteriormente sería ratificada en la Corte Suprema, en junio de 2014,  permitiendo así que se lleve a cabo un juicio en su contra.
Martínez fue detenido en la cárcel pública de Valdivia, pero posteriormente fue llevado a un recinto del Ejército, a la espera del proceso. También aparece mencionado en el documental "El color del camaleón" (2017) de Andrés Lübbert, donde es acusado de haber cometido torturas.

## Historial electoral

### Elecciones parlamentarias de 1993
- Elecciones parlamentarias de 1993 a Diputado por el Distrito 41 (Chillán, Chillán Viejo, Coihueco, El Carmen, Pemuco, Pinto, San Ignacio y Yungay)[7]

### Elecciones parlamentarias de 1997
- Elecciones parlamentarias de 1997 a Diputado por el Distrito 41 (Chillán, Chillán Viejo, Coihueco, El Carmen, Pemuco, Pinto, San Ignacio y Yungay)[8]

### Elecciones parlamentarias de 2001
- Elecciones parlamentarias de 2001 a Diputado por el Distrito 41 (Chillán, Chillán Viejo, Coihueco, El Carmen, Pemuco, Pinto, San Ignacio y Yungay)[9]

### Elecciones parlamentarias de 2005
- Elecciones parlamentarias de 2005 a Diputado por el Distrito 41 (Chillán, Chillán Viejo, Coihueco, El Carmen, Pemuco, Pinto, San Ignacio y Yungay)[10]

### Elecciones parlamentarias de 2009
- Elecciones parlamentarias de 2009 a Diputado por el Distrito 41 (Chillán, Chillán Viejo, Coihueco, El Carmen, Pemuco, Pinto, San Ignacio y Yungay)[11]

### Elecciones parlamentarias de 2013
- Elecciones parlamentarias de 2013 a Diputado por el Distrito 41 (Chillán, Chillán Viejo, Coihueco, El Carmen, Pemuco, Pinto, San Ignacio y Yungay)[12]